# Poświętne (gmina, Podlachie)
Poświętne est une gmina rurale du powiat de Białystok, Podlachie, dans le nord-est de la Pologne. Son siège est le village de Poświętne, qui se situe environ 32 km au sud-ouest de la capitale régionale Białystok.
La gmina couvre une superficie de 114,33 km2 pour une population de 3 761 habitants.

## Géographie
La gmina inclut les villages de Bielsk Podlaski, Brzozowo Stare, Brzozowo-Antonie, Brzozowo-Chabdy, Brzozowo-Chrzczonki, Brzozowo-Chrzczony, Brzozowo-Korabie, Brzozowo-Muzyły, Brzozowo-Panki, Brzozowo-Solniki, Chomizna, Dzierżki, Dzierżki-Ząbki, Gabrysin, Gołębie, Grochy, Józefin, Kamińskie Jaski, Kamińskie Ocioski, Kamińskie Pliszki, Kamińskie Wiktory, Kuran, Liza Nowa, Liza Stara, Łukawica, Marynki, Ostrów, Pietkowo, Pietkowo Drugie, Porośl-Głuchy, Porośl-Wojsławy, Stoczek, Turek, Wilkowo Nowe, Wilkowo Stare, Wołkuny, Zdrody Nowe et Zdrody Stare.
La gmina borde les gminy de Brańsk, Łapy, Nowe Piekuty, Sokoły, Suraż et Wyszki.